# Corbicula fluminalis
Corbicula fluminalis е вид мида от семейство Cyrenidae. Видът не е застрашен от изчезване.

## Разпространение и местообитание
Разпространен е в Азербайджан, Армения, Грузия, Египет (Синайски полуостров), Израел, Йордания, Ирак, Иран, Ливан, Саудитска Арабия, Сирия и Турция. Внесен е в Германия, Италия, Люксембург, Нидерландия, Полша, Украйна, Унгария, Франция и Швейцария.
Обитава сладководни басейни и реки. Среща се на надморска височина от 8,1 до 29,2 m.